# Atak
Atak é uma aldeia no Distrito de Barisal, na Divisão de Barisal do sul do centro de Bangladesh.